# خاگرچاری
خاگرچاری (به لاتین: Khagrachhari) یک منطقهٔ مسکونی در بنگلادش است که در ناحیه کاگراچاری واقع شده‌است. خاگرچاری ۲۹۷٫۹۲ کیلومتر مربع مساحت و ۶۱٬۳۰۶ نفر جمعیت دارد.